# 井筒俊彦
井筒 俊彦（いづつ としひこ、1914年（大正3年）5月4日 - 1993年（平成5年）1月7日）は、日本の言語学者、イスラーム学者、東洋思想研究者、神秘主義哲学者。慶應義塾大学名誉教授。文学博士、エラノス会議メンバー、日本学士院会員。

## 概要
語学の天才と称され、大部分の著作が英文で書かれていることもあり、日本国内でよりも、欧米において高く評価されている。
アラビア語、ペルシャ語、サンスクリット語、パーリ語、ロシア語、ギリシャ語などの30以上の言語を流暢に操り、日本で最初の『コーラン』の原典訳を刊行し、ギリシア哲学、ギリシャ神秘主義と言語学の研究に取り組み、イスラムスーフィズム、ヒンドゥー教の不二一元論、大乗仏教（特に禅）、および哲学道教の形而上学と哲学的知恵、後期には仏教思想・老荘思想・朱子学などを視野に収め、禅、密教、ヒンドゥー教、道教、儒教、ギリシア哲学、ユダヤ教、スコラ哲学などを横断する独自の東洋哲学の構築を試みた。

## 来歴・人物

### 幼少期・青少年期
東京府出身。父の井筒信太郎はオイルマン（日本石油社員）。新潟の米問屋の二男で資産家であった。また、書家で、在家の禅修行者。坐禅や公案に親しんで育つ。母のシン子は元芸者であった。
旧制青山学院中学で初めてキリスト教に触れる。当初はキリスト教に激しい嫌悪感を抱き、礼拝の最中に嘔吐したこともある。このころ、西脇順三郎のシュルレアリスム文学理論に傾倒。

### 大学時代
文学部志望だったが父の反対を受け、1931年4月慶應義塾大学経済学部予科に入学。同級に加藤守雄や池田彌三郎がいた。しかし、経済学の講義に興味なく、西脇順三郎教授を慕って、1934年4月、文学部英文科に転じる。
在学中、旧約聖書に関心を持ち、神田の夜学で小辻節三からヘブライ語を習う。さらに、夜学の先輩関根正雄と意気投合し、アラビア語の教科書をドイツから取り寄せて、関根とともにアラビア語を学ぶ。同時にロシア語や古典ギリシア語・ラテン語も学習。1度に10の言語を学んだ。

### 大学卒業後と2人のタタール人イスラーム法学者からのアラビア語伝授
1937年に卒業後、ただちに慶應義塾大学文学部の助手となる。
彼は「新しい外国語を一つ習得する時は、その国の大使館のスタッフを自宅に下宿させた」という有名な伝説は「生きた人間とはやらない」と自ら否定しているが、アラビア語に関してはイスラーム専門家2名に長期間師事している。
アラビア語については自著『アラビア語入門』で完全に理解し自由自在に活用できることの困難さを述べており、
- アラビア語がこれほど重要であることは誰にも分かっているのに、実際はこの言葉を完全に学習し、山積する貴重な文献を自由自在に活用できるような学者は、日本はおろかヨーロッパの東洋学者にも数える程しか居ないのだ。何故だろう？簡単に言って了えば、アラビア語があまりにもむずかしいからである。
- 英仏独のような近代ヨーロッパ語の一つを学習するつもりでこの言葉に向ったなら、挫折することは初めからわかり切っている。
- アラビア語は西アジアに現に行われている文化語のうちで恐らく最も学習困難な言語である。

と記している。
独学期間を経て、井筒は大学卒業後（1937年以降）に在日タタール人イスラーム学者（ウラマー）アブデュルレシト・イブラヒムに再三面会を求め、アラビア語を教えてほしいと依頼。アラビア語の生音声を聞き大喜びした井筒青年に対し、イブラヒムはイスラーム諸学を同時に学ぶという条件を出し、2年あまり毎日通い詰めて教えを受けることを許した。
その後、イブラヒムから他のタタール人学者ムーサ・ビギエフを紹介され、彼が日本で暮らしていた2年間の多くの日々をともに過ごしたという。
このころ、井筒はアラビア語で生活し、朝早くから明け方近くに就寝するまでアラビア語を読み書きし・話し、さらには教えるというアラビア語漬けの生活を送っており、『アラビア語入門』原稿はそうした中で昭和16年に書き上げたものであったという。

### イスラーム研究の本格化
戦時中は軍部に駆り出されて中近東の要人を相手としたアラビア語の通訳をした。
保守思想家でイスラム研究者でもあった大川周明の依頼を受け、満鉄系の東亜経済調査局や回教圏研究所で膨大なアラビア語文献を読破し、イスラーム研究を本格化させた。前嶋信次はそのときの同僚で、のちともに慶應義塾大教授となった（東洋史）。
1958年に『コーラン』の日本語訳を完成させた。井筒訳の『コーラン』は、厳密な言語学的研究を基礎とした秀逸な訳として、現在に至るまで高い評価を受けている。『コーラン』についての意味論的研究『意味の構造』（原著英語）の評価も高く、コーランやイスラーム思想研究では、言語を問わずたびたび引用されている。
語学的な才能に富んでいた井筒は、アラビア語を習い始めて1か月で『コーラン』を読破したという。語学能力は天才的と称され、30数言語を使いこなしたともいわれる。司馬遼太郎は、対談冒頭で井筒を評し「二十人ぐらいの天才が一人になっている」と語っている。

### 思想研究
1959年より、ロシア・フォルマリストのローマン・ヤーコブソンの推薦を得てロックフェラー財団フェローとして、レバノン、エジプト、シリア、ドイツ、パリなど中近東・欧米での研究生活に入る。
思想研究の主要な業績はイスラム思想、特にペルシア思想とイスラム神秘主義に関する数多くの著作を出版したことであるが、自身は仏教徒で、晩年には研究を仏教哲学（禅、唯識、華厳などの大乗仏典）、老荘思想、朱子学、西洋中世哲学、ユダヤ思想などの分野にまで広げた。古代ギリシア哲学やロシア文学に関する専門書も若くして出版している。東洋思想の「共時的構造化」を試みた『意識と本質』は、井筒の広範な思想研究の成果が盛り込まれた代表的著作とされる。
東洋思想の「共時的構造化」の本格的具現化の試みの第1弾として、1992年に「中央公論」で「東洋哲学覚書 意識の形而上学 『大乗起信論』の哲学」を3回に分け連載したが、翌93年1月7日、就寝中の脳出血により78歳で急逝。遺著として1993年3月に中央公論社で出版。旧蔵書は慶応義塾大学の記念図書として架蔵され「井筒俊彦文庫目録」 が発行（アラビア語・ペルシア語図書／和漢書・洋書部の2冊、2002年）された。
独自の内観法を父親から学び、形而上学的・神秘主義的な原体験を得た。その後、西洋の神秘主義も同じような感覚を記述していることに気づき、古今東西の形而上学・神秘主義の研究に打ち込んだ。世界的に権威ある空前絶後の碩学であり、現代フランスの思想家の一人ジャック・デリダも、井筒を「巨匠」と呼んで尊敬の念を表していた。なお、妻の井筒豊子（1925年-2017年4月）は東大文学部を卒業した1952年に井筒と結婚し、美学の研究者として英文著作があり国際的に知られている。
中沢新一は河合隼雄との対談で、「井筒はイスラム教から入り仏教やユダヤ教、キリスト教にも何でも深い理解を持ち、宗教の枠組みを超えたメタ宗教の可能性を構想した。その後円熟し、しだいにイスラム教と仏教を同等に捉え「アッラー」は普通言われている「神」ではなく、イスラム教が最も深いところで理解している「アッラー」というのは仏教が言う「真如」と同じだと発言した」と述べている。
その後は著書『大乗起信論』で、仏教、イスラム教、ユダヤ教、キリスト教などありとあらゆる宗教が井筒の思考内で合流し、どの宗教も単独では歴史上実現できなかった宗教の夢のようなものを現出させて見せた。仏教は単なる一宗教ではなく、諸宗教が宗教であることの限界を超えてメタ宗教を目指す過程で、必ず仏教のような思想形態があらわれるというのが井筒の思想で、中沢にも強い影響を与えた。
一方で、井筒の解釈には個人的な関心に基づくゆえの偏りがみられるという池内恵の指摘がある。

#### 職歴
- 1937年（23歳） - 慶應義塾大学文学部英文学科卒業。
- 1937年（23歳） - 慶應義塾大学文学部助手。
- 1942年（28歳） - 慶應義塾語学研究所研究員兼任[注 2]。
- 同助教授。
- 1954年（40歳） - 慶應義塾大学文学部教授。
- 1959年（45歳） - ロックフェラー財団研究員。
- 1961年（47歳） - カナダ・マギル大学客員教授。
- 1962年（48歳） - 慶應義塾大学言語文化研究所教授。
- 1967年（53歳） - スイス・エラノス会議会員。
- 1969年（55歳） - カナダ・マギル大学イスラーム研究所正教授。
- 1975年（61歳）～1979年（65歳） - イラン王立研究所教授。
- パリ国際哲学研究院正会員。
- 1981年（67歳） - 慶應義塾大学名誉教授。
- 1982年（68歳） - 日本学士院会員。

## 受賞
- 1949年（35歳） - 『神秘哲学』第1回福澤賞・義塾賞。
- 1982年（68歳） - 『イスラーム文化―その根底にあるもの』 毎日出版文化賞。
- 1982年（68歳） -  朝日賞[12]。
- 1984年（70歳） - 『意識と本質―精神的東洋を索めて』 読売文学賞（研究・翻訳部門）。
- 2009年（故人） - ファーラービー国際賞（故人部門）

## 著作

### 著書
- 『アラビア思想史―回教神學と回教哲學』博文館〈興亜全書〉1941
- 『神秘哲學―ギリシアの部』哲学修道院〈世界哲學講座〉1949
- 『アラビア語入門』慶應出版社 1950
- 『マホメット』弘文堂〈アテネ文庫〉1952。復刻 2010年
  - 講談社学術文庫、1989年
- 『ロシア的人間―近代ロシア文学史』弘文堂 1953／北洋社、1978年
  - 中公文庫 1989年、改版2022年※（佐藤優新版解説）
- 『神秘哲学 第1部―自然神秘主義とギリシア』人文書院 1978
- 『神秘哲学 第2部―神秘主義のギリシア哲学的展開』人文書院 1978
- 『イスラーム生誕』人文書院 1979
  - 中公文庫 1990年、改版 2003年
- 『イスラーム哲学の原像』岩波新書 黄版※ 1980、復刊 1998年、2013年[注 3]
- 『イスラーム文化―その根底にあるもの』岩波書店 1981
  - 岩波文庫 1991年※。ワイド版 1994年
- 『イスラーム思想史―神学・神秘主義・哲学』岩波書店 1982
  - 中公文庫 1991年、新版 2005年、改版 2009年
- 『コーランを読む』岩波書店〈岩波セミナーブックス〉1983
  - 岩波現代文庫※ 2013年。若松英輔解説
- 『意識と本質―精神的東洋を索めて』岩波書店 1983
  - 岩波文庫 1991年※。ワイド版 2001年
  - 独訳版 Bewusstsein und Wesen, Hans Peter Liederbach, Iudicium Verlag, München, 2006
- 『意味の深みへ―東洋哲学の水位』岩波書店 1985、復刊2013年
  - 岩波文庫 2019年。斎藤慶典解説
- 『コスモスとアンチコスモス―東洋哲学のために』岩波書店 1989、復刊2005年
  - 岩波文庫 2019年。河合俊雄解説
- 『超越のことば―イスラーム・ユダヤ哲学における神と人』岩波書店 1991、復刊 2004年
- 『意識の形而上学―「大乗起信論」の哲学』中央公論社 1993。中公文庫 2001年
- 『読むと書く 井筒俊彦エッセイ集』若松英輔編、慶應義塾大学出版会 2009年[注 4]
- 『神秘哲学―ギリシアの部』若松英輔校訂、慶應義塾大学出版会 2010年。堀江聡解説
  - 竹下政孝・山内志朗校訂、岩波文庫 2019年。納富信留解説
- 『アラビア哲学―回教哲学』若松英輔校訂、慶應義塾大学出版会 2011年[注 5]
- 『露西亜文学』若松英輔校訂、慶應義塾大学出版会 2011年。亀山郁夫解題

※-電子書籍も刊行
対談
- 『叡知の台座 井筒俊彦対談集』岩波書店、1986年

### 英文著作
- Structure of Ethical Terms in the Quran, Kazi Pubns Inc, 2000 - 以下各・ペーパーバック版
- Concept of Belief in Islamic Theology, Islamic Book Trust, 2001
- Toward a Philosophy of Zen Buddhism, Shambhala, 2001
- Ethico-religious Concepts in the Qu'ran, マギル＝クイーンズ大学出版局（McGill–Queen's University Press・ハードカバー版）, 2002．Islamic Book Trust, 2010
- God and Man in the Quran, Islamic Book Trust, 2002
- Concept and Reality of ExistenceIslamic Book Trust, 2009
- Sufism and Taoism: A Comparative Study of Key Philosophical Concepts, Univ of California Press, 2016（Reprint版）
- 老子 Lao-Tzu The way and its virtue

〈The Izutu library series on Oriental philosophy〉（慶應義塾大学出版会 2001年）
- The Structure of Oriental Philosophy Collected Papers of the Eranos Conference（2分冊）

〈The Izutu Library Series on Oriental Philosophy〉（慶應義塾大学出版会 2008年）
- Language and Magic : Studies in the Magical Function of Speech（慶應義塾大学出版会、2011年）
- God and Man in the Koran Semantics of the Koranic Weltanschauung

〈The Izutu Library Series on Oriental Philosophy〉（慶應義塾大学出版会 2015年）
- The Concept of Belief in Islamic Theology

〈The Izutu Library Series on Oriental Philosophy〉（慶應義塾大学出版会 2016年）

### 英文著作（訳書）
- 『意味の構造―コーランにおける宗教道徳概念の分析』[13]（新泉社、1972年、牧野信也訳）
- 『禅仏教の哲学に向けて』（ぷねうま舎、2014年、新版2019年、野平宗弘訳注、頼住光子解説）
- 『井筒俊彦英文著作翻訳コレクション』（全7巻（全8冊）、慶應義塾大学出版会）、電子書籍も刊

1. 『老子道徳経』（古勝隆一訳、2017年4月）
2. 『クルアーンにおける神と人間―クルアーンの世界観の意味論』（鎌田繁監訳、仁子寿晴訳、2017年6月）
3. 『存在の概念と実在性』（鎌田繁監訳、仁子寿晴訳、2017年10月）
4. 『言語と呪術』（安藤礼二監訳、小野純一訳、2018年9月）
5. 『イスラーム神学における信の構造―イーマーンとイスラームの意味論的分析』（鎌田繁監訳、仁子寿晴・橋爪烈訳、2018年2月）
6. 『東洋哲学の構造―エラノス会議講演集』（澤井義次監訳、金子奈央・古勝隆一・西村玲訳、2019年3月）
7. 『スーフィズムと老荘思想―比較哲学試論』（上・下、仁子寿晴訳、2019年6月）

### 翻訳
- 『コーラン』（岩波文庫（上中下）、1957-58年、改版1964年、新版2009年／ワイド版2004年）、電子書籍も刊
- マルティン・C・ダーシー『愛のロゴスとパトス』（三辺文子共訳、創文社、1957年／未來社、1962年／上智大学出版部、1966年）
- ジャラール・ルーミー『ルーミー語録』（イスラーム古典叢書：岩波書店、1978年）
- モッラー・サドラー『存在認識の道 存在と本質について』（イスラーム古典叢書：岩波書店、1978年[注 6]）

### 著作全集
- 『井筒俊彦著作集』（全11巻・別巻) 中央公論社、1991-1993年

1. 神秘哲学
2. イスラーム文化
3. ロシア的人間
4. 意味の構造　コーランにおける宗教道徳概念の分析（牧野信也訳）
5. イスラーム哲学
6. 意識と本質　東洋的思惟の構造的整合性を索めて
7. コーラン（翻訳）
8. コーランを読む
9. 東洋哲学
10. 存在認識の道　存在と本質について（モッラー・サドラー、井筒訳・解説）
11. ルーミー語録（ジャラール・ルーミー、井筒訳・解説）
12. 別巻 対談鼎談集・著作目録

- 『井筒俊彦全集』（全12巻・別巻) 慶應義塾大学出版会、2013-2016年[14]、電子書籍も刊行

編集顧問　鈴木孝夫・鳥居泰彦・松原秀一
編集委員　岩見隆・鎌田繁・坂上弘・澤井義次・野元晋
編集担当　木下雄介（解題・索引）・若松英輔
1. アラビア哲学　1935年-1948年
2. 神秘哲学　1949年-1951年
3. ロシア的人間　1951年-1953年
4. イスラーム思想史　1954年-1975年
5. 存在顕現の形而上学　1978年-1980年
6. 意識と本質　1980年-1981年
7. イスラーム文化　1981年-1983年
8. 意味の深みへ　1983年-1985年
9. コスモスとアンチコスモス　1985年-1989年
10. 意識の形而上学　1988年-1993年
11. 意味の構造　1992年（牧野信也訳）
12. アラビア語入門（横組み）
13. 別巻　補遺・目録・年譜・索引（付・講演音声CD）

## 井筒に関する評伝、研究
- 若松英輔 『井筒俊彦　叡知の哲学』（慶應義塾大学出版会、2011年）[注 7]
- 若松英輔 『叡知の詩学　小林秀雄と井筒俊彦』（慶應義塾大学出版会、2015年10月）[注 8]
- 井筒豊子 『井筒俊彦の学問遍路　同行二人半』（慶應義塾大学出版会、2017年）[注 9]
- 『井筒俊彦とイスラーム　回想と書評』（松原秀一・坂本勉編、慶應義塾大学出版会、2012年）
- 『井筒俊彦ざんまい』（若松英輔編、慶應義塾大学出版会、2019年）
- 安藤礼二 『井筒俊彦　起源の哲学』（慶應義塾大学出版会、2023年）

### 研究・英文記念論集
- 『井筒俊彦　言語の根源と哲学の発生』（河出書房新社【KAWADE道の手帖】、2014年6月、増補版2017年6月）[注 10]
- 『井筒俊彦の東洋哲学』（澤井義次・鎌田繁編、慶應義塾大学出版会、2018年9月）[注 11]
- 斎藤慶典『「東洋」哲学の根本問題　あるいは井筒俊彦』（講談社選書メチエ、2018年2月）
- バフマン・ザキプール『井筒俊彦の比較哲学』（知泉書館、2019年2月）
- 西平直『井筒俊彦と二重の見　東洋哲学序説』（未来哲学研究所、2021年2月）
- 小野純一『井筒俊彦　世界と対話する哲学』（慶應義塾大学出版会、2023年9月）
- 澤井義次『井筒俊彦　東洋哲学の深層構造』（慶應義塾大学出版会、2024年11月）
- 『特集井筒俊彦　理想 第706号』（理想社、2021年9月）[注 12]
- 『Consciousness and Reality――Studies in Memory of Toshihiko Izutsu』（松原秀一ほか編、岩波書店、1998年2月）[注 13]

## 関連作品・番組
2018年には、彼のドキュメンタリー映画『The Eastern』（日本語訳：『シャルギー(東洋人)』）が公開された。日本では2018年7月24日に公開された。
2019年、NHKドキュメンタリー/BS１スペシャル『イスラムに愛された日本人～知の巨人井筒俊彦～』が制作され、同年11月8日にNHK BS１にて放送された。
- 『シャルギー(東洋人)』 - イラン制作、2018年。井筒の生涯と思想を紹介するドキュメンタリー映画。監督マスウード・ターヘリー、日本語字幕[17]。
- NHK BS1スペシャル『イスラムに愛された日本人 知の巨人・井筒俊彦』、2019年11月8日。案内人サヘル・ローズ

## 家族・親族
- 父：井筒信太郎（-1944、享年59）は日本石油勤務。新潟の米問屋の二男。禅に親しみ、碁と書をよくした。俊彦に幼い頃より漢籍や経典の素読や瞑想、内観法を教えた。俊彦は父のことを「非常に複雑な矛盾した性格の人物」といい、「霊魂の戦慄すべき分裂を底の底まで知り尽くした不幸な憑かれた人」と述べている。[18]
- 母：井筒シン子（-1949、享年61）‐芸者。嫁の豊子の小説に姑がモデルと思われる「江戸小紋」がある。[18][19]
- 妹：井筒ミドリ（-1939、享年15）[18]
- 妻：井筒豊子（1925-2017）。1952年に結婚。大阪生まれで、同年東京大学文学部卒(仏文学専攻)。著書に短篇小説集『白磁盒子』、『井筒俊彦の学問遍歴-同行二人半』。[18][19]

## 関連人物
- 鈴木大拙（仏教・哲学）
- 折口信夫（大学時代に受講）
- 上田閑照（東洋哲学・エックハルト研究）
- 河合隼雄（ユング心理学）
- 今道友信（哲学）
- 大川周明（満鉄）
- 前嶋信次（イスラーム学）
- 黒田壽郎（イスラーム学）
- 牧野信也（イスラーム学）
- 中村廣治郎（イスラーム学）
- 五十嵐一（イスラーム学）
- 深田甫（ドイツ文学）
- 鈴木孝夫（言語社会学）
- 柏木英彦（中世哲学）
- 丸山圭三郎（言語学）
- 松本正夫（慶応大文学部教授）
- カール・グスタフ・ユング（深層心理学）
- ルドルフ・オットー（宗教学）
- アンドレアス・シュパイザー（数学）
- アンリ・コルバン（イスラム神秘主義）
- ゲルショム・ショーレム（ユダヤ神秘主義）
- ルイ・マシニョン（オリエント学）
- フーゴー・ラーナー（教会史）
- ハインリヒ・ツィンマー（インド学）
- ミルチャ・エリアーデ（宗教学）
- エーリヒ・ノイマン（精神医学・神話学）
- エルンスト・ベンツ（東方教会史・神秘主義）
- カール・ケレーニイ（神話学・古典文献学）
- ジル・クィスペル（グノーシス学）
- アドルフ・ポルトマン（生物学）
- パウル・ティリッヒ（組織神学）
- ファン・デル・レーウ（宗教現象学）
- マルティン・ブーバー（宗教哲学）
- カール・レーヴィト（哲学）
- ムーサー・ビギエフ（タタール語版、英語版）（イスラーム学）